# کرم‌ها پرشده
کرم‌ها پرشده (به انگلیسی Worms Reloaded) یک بازی ویدئویی تاکتیکی نوبتی مبتنی بر توپخانه دوبعدی است که توسط تیم ۱۷توسعه یافته و بخشی از سری بازی‌های کرم‌ها می‌باشد. این بازی اولین بار در تاریخ ۲۶ اوت ۲۰۱۰ برای سیستم‌عامل ویندوز از طریق استیم منتشر شد. بازگذاری شده (Reloaded) نسخه ای از بازی کرم‌ها ۲: مبارزه نهایی است، که دنباله‌ای بر پورت کنسولی بازی کرم‌ها در سال ۲۰۰۷ می‌باشد.